# Biston hypoleucos
Biston hypoleucos  är en fjärilsart som beskrevs av Kusnetzov 1901. Biston hypoleucos  ingår i släktet Biston och familjen mätare, Geometridae. Inga underarter finns listade i Catalogue of Life.